# Newportia cubana
Newportia cubana är en mångfotingart som beskrevs av Chamberlin 1915. Newportia cubana ingår i släktet Newportia och familjen Scolopocryptopidae. Inga underarter finns listade i Catalogue of Life.